# Marijn (voornaam)
Marijn is een voornaam die meestal aan jongens en soms aan meisjes wordt gegeven, drie tot vier keer zoveel mannen als vrouwen dragen de naam. De afgelopen jaren wordt de naam steeds meer aan meisjes gegeven en minder aan jongens
De jongensnaam Marijn is een afleiding van Marinus. Marinus is afgeleid van het Latijnse woord mare ("zee") en betekent zoveel als "van de zee". De meisjesnaam Marijn is afgeleid van Marina, de vrouwelijke vorm van Marinus.

## Bekende naamdragers
- Marijn Backer
- Marinus Frederik Andries Gerardus Campbell
- Marijn Devalck
- Marijn Frank
- Marijn de Koning
- Marijn Kuipers
- Marijn Poels
- Marijn Simons
- Marijn Sterk
- Marijn de Vries
- Marijne van der Vlugt
- Marijn Verburg